# Kloster Veßra
Kloster Veßra è un comune di 280 abitanti della Turingia, in Germania.
Appartiene al circondario (Landkreis) di Hildburghausen (targa HBN) ed è parte della comunità amministrativa (Verwaltungsgemeinschaft) di Feldstein.
Nel territorio comunale il fiume Schleuse confluisce nel Werra.